# Schiff Ernő
Schiff Ernő (Gáborján, 1863. szeptember 6. – Kolozsvár, 1939. május 26.) erdélyi magyar orvosi szakíró.

## Életútja
Schiff Ábrahám kereskedő és Róth Fanni faként született. Középiskolai tanulmányait Hajdúszoboszlón kezdte, a nagyváradi Premontrei Főgimnáziumban érettségizett 1882-ben, majd a Budapesti Tudományegyetemen szerzett orvosi diplomát 1888-ban. Orvosi pályáját a budai katonakórházban kezdte; berlini, prágai és müncheni tanulmányai során a gyermekgyógyászatra szakosította magát. Hazatérve előbb a nagyváradi közegészségügyben dolgozott, közben tanított a bábaképzőben és iskolaorvosa volt a Premontrei Főgimnáziumnak, 1902-től leváltásáig, 1925-ig a Sztaroveszky Júlia alapítványával létesített gyermekkórház igazgató főorvosa. Ezután magánpraxist folytatott. Közben egészségtant tanított a bábaképzőben és a Premontrei Főgimnáziumban. Orvosi szakcikkeit magyar és német nyelvű szaklapok közölték.

## Munkái (válogatás)
- A vér alkotóelemeinek és haemoglobin tartalmának quantitatív magatartása az újszülöttek ép és káros viszonyai mellett (Budapest, 1888)
- Adatok az első életnapok folyamán elválasztott vizelet quantitatív chemiai összetételéhez (Budapest, 1892)
- Ujabb adatok az újszülöttek haematologiájához különös tekintettel a köldökzsinór lekötési idejére (Budapest, 1892)
- A csecsemők ápolásának rövid kézikönyve (Nagyvárad, 1904)
- Adatok az újszülött vérének chemiai összetételéről (Budapest, 1906)

## Társasági tagság
- Királyi Orvosegyesület (1901-1918)
- Szigligeti Társaság

## Díjai, elismerései
- 1938-ban egyetemi Aranydiplomával tüntették ki.